# Campsurus yavari
Campsurus yavari is een haft uit de familie Polymitarcyidae. De wetenschappelijke naam van de soort werd voor het eerst geldig gepubliceerd in 2013 door Molineri en Salles. 